# 埼玉県道246号川越市停車場線

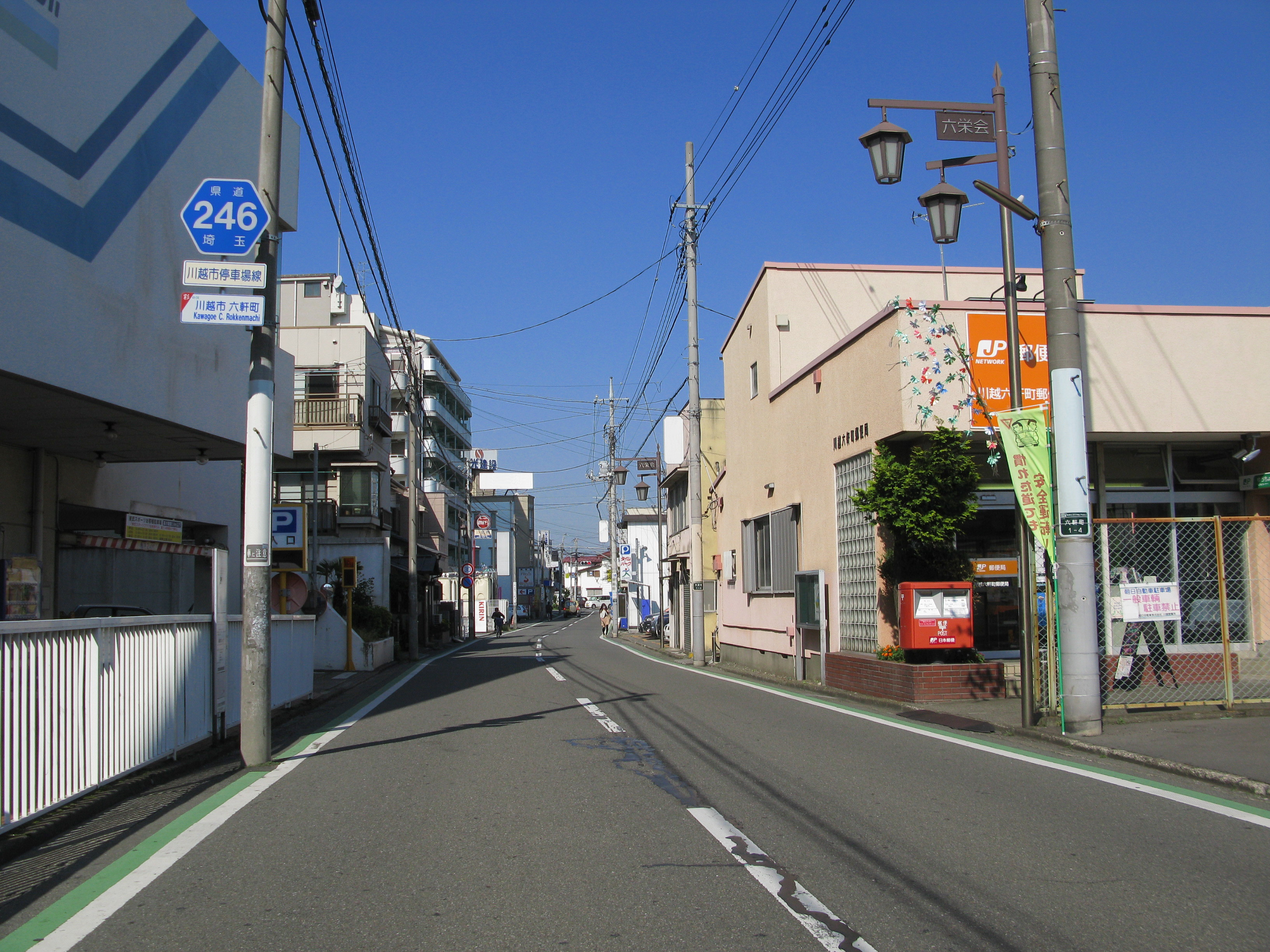
川越市六軒町（2012年10月）

埼玉県道246号川越市停車場線（さいたまけんどう246ごう かわごえしていしゃじょうせん）は、埼玉県川越市六軒町から東武東上線川越市駅前に至る一般県道である。総延長0.5km。

## 概要
埼玉県道15号川越日高線から川越市駅へのアプローチ道路であるが、途中の川越市駅入口交差点で左折を要する。この交差点を誤って直進すると、踏切を過ぎて駅出口の無い側へ抜けてしまうため、注意が必要である。一方、駅からはこの交差点を直進（わずかなクランク）して川越日高線に至る市道もあり、特に日高方面へ向かう場合にはこちらの経路が使用される。
全線片側1車線だが、歩道が整備されておらず、大型車の通行には注意を要する。

## 接続道路
- 埼玉県道15号川越日高線（川越市六軒町交差点）

## 沿線
- 埼玉県立川越女子高等学校
- 川越六軒町郵便局